# الطريق السريع 5 (السعودية)
الطريق السريع 5 أو طريق الساحل الدولي هو طريق رئيسي محوري يحاذي ساحل البحر الأحمر الشرقي وهو جزء من محور الربط الدولي M55 (سيناء - شرق البحر الأحمر)، والذي يقع ضمن اتفاقية شبكة طرق المشرق العربي الدولية. يبدأ جنوباً من منفذ الطوال الحدودي مع اليمن محاذياً لساحل البحر الأحمر باتجاه الشمال ويمر بجيزان، صبيا، الدرب، الشقيق، القنفذة، الليث، جدة، ثول، رابغ، ينبع، أملج، الوجه، ضباء، البدع، حقل، وينتهي عند منفذ الدرة الحدودي مع الأردن.